# Arachnothera crassirostris
Arachnothera crassirostris е вид птица от семейство Nectariniidae.

## Разпространение
Видът е разпространен в Бруней, Индонезия, Малайзия, Сингапур и Тайланд.